# Daniel Hamilton
Daniel Hamilton (nascido em 8 de agosto de 1995) é um jogador norte-americano de basquete profissional que atualmente está sem clube.
Ele jogou basquete universitária na Universidade de Connecticut e foi selecionado pelo Denver Nuggets na segunda rodada do Draft de 2016 (56° escolha geral). Ele passou por Oklahoma City Blue, Erie BayHawks e Rio Grande Valley Vipers da G-League e pelo Oklahoma City Thunder e Atlanta Hawks da NBA.

## Carreira no ensino médio
Hamilton frequentou a Crenshaw High School em Los Angeles, Califórnia, e depois a St. John Bosco High School em Bellflower, Califórnia. 
Em seu último ano, ele teve uma média de 20,5 pontos. 9,0 rebotes, 5,2 assistências e 1,3 roubadas de bola, levando a equipe a um recorde de 23-11 e ao vice-campeonato estadual da Divisão II da Califórnia.

## Carreira na faculdade
Depois de terminar o colegial, Hamilton ingressou na Universidade de Connecticut. Como calouro, ele teve uma média de 10,9 pontos, 7,6 rebotes e 3,7 assistências em 35 jogos e foi nomeado o Novato do Ano da AAC. Ele se tornou o segundo calouro da UConn a terminar uma temporada com pelo menos 300 pontos, 200 rebotes e 100 assistências.
Em sua segunda temporada, Hamilton teve média de 12,5 pontos, 8,9 rebotes, 4,7 assistências e 1,1 roubadas de bola em 36 jogos, sendo nomeado o MVP do Campeonato da AAC de 2016.
Hamilton foi um dos dois jogadores da Divisão I (o outro sendo Ben Simmons de LSU), com mais de 450 pontos, 300 rebotes e 150 assistências na temporada.

## Carreira profissional
Em 23 de junho de 2016, Hamilton foi selecionado pelo Denver Nuggets com a 56ª escolha do Draft da NBA de 2016. No entanto, ele foi negociado com o Oklahoma City Thunder na noite de draft. 
Em julho de 2016, ele se juntou ao Thunder na Summer League de 2016.

### Oklahoma City Blue (2016-2017)
Em 3 de novembro de 2016, ele foi adquirido pelo Oklahoma City Blue. Em 49 jogos na temporada, Hamilton teve médias de 14.9 pontos, 8.0 rebotes, 4.6 assistências e 1.3 roubadas de bola.

### Oklahoma City Thunder (2017–2018)
Em 3 de agosto de 2017, Hamilton assinou um contrato de mão dupla com a equipe que o adquiriu na noite do draft, o Oklahoma City Thunder. Como resultado, ele dividiria a temporada entre o Thunder e o Blue, afiliado da equipe na G-League.
Nessa temporada, ele jogou apenas 6 jogos e teve médias de 4.7 minutos com 2.0 pontos, 0.8 rebotes, 1.3 assistências e 0.2 roubadas de bola.

### Atlanta Hawks (2018–2019)
Em 20 de agosto de 2018, Hamilton assinou com o Atlanta Hawks. Em 8 de fevereiro de 2019, Hamilton foi dispensado pelos Hawks.
Em apenas 19 jogos, ele teve médias de 10.7 minutos com 3.0 pontos, 2.5 rebotes, 1.2 assistências e 0.3 roubadas de bola.
Em 30 de setembro de 2019, Hamilton foi incluído no elenco de treinos do Cleveland Cavaliers. Ele foi dispensado em 15 de outubro de 2019.

## Vida pessoal
O irmão mais velho de Hamilton, Jordan, jogou na NBA e atualmente joga pelo Metros de Santiago da República Dominicana. Seu outro irmão, Isaac, joga no Canton Charge da D-League.

## Estatísticas

### NBA

#### Temporada regular
| Ano      | Time          | PJ | MPJ  | AP   | 3P   | LL   | RT  | AS  | BR | TO | PPJ |
| -------- | ------------- | -- | ---- | ---- | ---- | ---- | --- | --- | -- | -- | --- |
| 2017–18  | Oklahoma City | 6  | 4.7  | .455 | .400 | –    | .8  | 1.3 | .2 | .0 | 2.0 |
| 2018–19  | Atlanta       | 19 | 10.7 | .383 | .348 | .500 | 2.5 | 1.2 | .3 | .1 | 3.0 |
| Carreira | Carreira      | 25 | 9.3  | .394 | .357 | .500 | 2.1 | 1.3 | .3 | .0 | 2.8 |

### Universitário
| Ano      | Time        | PJ | MPJ  | AP   | 3P   | LL   | RT  | AS  | BR  | TO  | PPJ  |
| -------- | ----------- | -- | ---- | ---- | ---- | ---- | --- | --- | --- | --- | ---- |
| 2014–15  | Connecticut | 35 | 31.4 | .380 | .343 | .667 | 7.6 | 3.7 | 0.9 | 0.4 | 10.9 |
| 2015–16  | Connecticut | 36 | 31.9 | .387 | .331 | .860 | 8.9 | 4.7 | 1.1 | 0.4 | 12.5 |
| Carreira | Carreira    | 71 | 31.7 | .384 | .337 | .764 | 8.3 | 4.2 | 1.0 | 0.4 | 11.7 |

Fonte: